# Ernest Beckett, II barone Grimthorpe
Ernest William Beckett, II barone Grimthorpe (25 novembre 1856 – 9 maggio 1917) è stato un politico e banchiere inglese.

## Biografia
Beckett era il primogenito di William Beckett, figlio minore di Sir Edmund Beckett, IV baronetto, e di sua moglie, Helen Duncombe, figlia di William Duncombe, II barone Feversham. Beckett era il nipote di Edmund Beckett, I barone Grimthorpe e pronipote di Sir John Beckett, II baronetto.
Beckett studiò all'Eton College e al Trinity College di Cambridge, anche se non è riuscito a completare il suo primo anno di studi per viaggiare all'estero. In seguito divenne socio della Beckett & Co, di Leeds, di proprietà di suo padre.

## Carriera
Fu un maggiore nella Yorkshire Hussars Yeomanry Cavalry,, fu commissionato come Assistente Aiutante generale nella Yeomanry Imperiale il 28 febbraio 1900, durante la Seconda guerra boera, e tornò negli Yorkshire Hussar quando si dimesse dal servizio attivo nel luglio 1902.
Nel 1885, Beckett fu eletto deputato al Parlamento per Whitby, un seggio che mantenne fino al 1905, anche se viene raramente menzionato a Hansard. Nel 1886, ha ripreso il nome Beckett al posto di Denison. Nel 1905 succedette a suo zio Lord Grimthorpe come secondo barone. Tuttavia, ha sperperato gran parte delle sue ricchezze ereditarie e nel 1905 è stato licenziato come socio senior nella banca di famiglia dai suoi due fratelli a causa dei suoi gusti costosi e dei suoi debiti personali. Una volta aveva incaricato un busto in bronzo della sua allora fidanzata Eve Fairfax del famoso scultore Auguste Rodin, che in seguito non poté pagare.

## Matrimonio
Sposò, il 4 ottobre 1883, Lucy Lee (?-9 maggio 1891), figlia di William Tracy Lee. Ebbero tre figli:
- Lucy Katherine Beckett (10 luglio 1884-?), sposò in prime nozze il conte Otto Czernin von und zu Chudenitz, ebbero una figlia, e in seconde nozze Oliver Harry Frost, non ebbero figli;
- Helen Muriel Beckett (23 agosto 1886-16 giugno 1916);
- Ralph Beckett, III barone Grimthorpe (3 maggio 1891-22 febbraio 1963).

Si dice che Beckett fosse il padre di Violet Trefusis (1894-1972), la cui madre, Alice Keppel, era un'amante del re Edoardo VII.

### Italia
Nel 1904, Beckett comprò un casale in rovina fuori Ravello, sulla Costiera amalfitana. Lo trasformò in un palazzo fortificato con torri, bastioni e un misto di dettagli arabi, veneziani e gotici, e lo chiamò Villa Cimbrone. Tra la casa e il bordo della scogliera costruì un giardino, sopra il Golfo di Salerno. Oggi la casa è un hotel di lusso e il giardino è aperto al pubblico.

## Morte
Lord Grimthorpe morì il 9 maggio 1917. Anche il fratello minore di Lord Grimthorpe, Gervase Beckett, era membro conservatore del Parlamento e nel 1921 creò un baronetto. Le sue ceneri sono sepolte nei giardini della sua amata Villa Cimbrone.
A Leeds, Beckett Park prende il nome da Lord Grimthorpe.